# Raquel Gifre i Gelpí
Raquel Gifre i Gelpí (Calella de Palafrugell, 13 de novembre de 1913 - 13 de gener de 1997) fou una empresària catalana. Va regentar durant molts anys la taverna Ca la Raquel de Calella de Palafrugell. Es va casar amb Francesc Barrera i Planas, conegut com a François.
Al local "Ca la Raquel" de Calella de Palafrugell, que va començar com a botiga de queviures tienda de ultramarinos per part d'un avantpassat del seu home, s'hi venia menjar, productes de drogueria, espardenyes, gel i un xic de tot.
L'any 1939, acabada la Guerra Civil, la Raquel i el seu marit, varen haver de marxar a un camp de concentració francès durant uns quants anys.
La Raquel, tot ajudant la seva sogra a la botiga, compaginava la feina de despatxar amb treballs de modista. Va anant convertint la botiga de queviures en una taverna; rellevant els taulells i el mobiliari de la botiga, els substituí per unes taules de fusta i quan va començar el boom del fenomen turístic a Calella, per iniciativa del seu fill Llibert (doncs es va quedar viuda molt jove) hi van muntar una barra, convertint així el local en una taverna amb cara i ulls. A causa dels impagaments, van decidir dedicar-se de ple a l'hostaleria l'any 1958.
La vida de Raquel va passar per diverses etapes; fou una de les primeres dones de la zona que es va treure el carnet de conduir. Es va iniciar al món de la conducció amb un Seat 600, que no va servir gairebé mai i el va regalar al seu fill Llibert. Davant del fracàs del cotxe, va comprar una moto Vespa. Un altre fracàs; el primer cop que la va agafar, es va encastar contra els plataners del davant de casa seva. Amb tot això, no voler conduir mai més. Ajudava en l'organització de totes les festes que es feien a Calella i col·laborava confeccionant les disfresses dels carnestoltes. Va escriure en una llibreta pensaments carregats d'amor, i d'odi contra la Guerra Civil, que la va separar del seu estimat durant molt de temps.
En una època en què el contraban de tabac estava a l'ordre del dia, la Raquel col·laborava de manera acèrrima amb els contrabandistes, estant a l'aguait de la Guàrdia Civil que patrullava vigilant pel poble. La taverna era parada obligada dels guàrdies per fer-hi el toc i tot fent la partida en una taula, no s'adonaven que a sota de la taula, hi havia els paquets de tabac camuflats.
La taverna es va convertir immediatament en segona residència del cantaire i acordionista Alejandro Ungé, conegut com en Lejandro de Calella. Hi anava als capvespres i a les nits a fer cantar els parroquians que hi anaven a sopar. La Raquel va aconseguir molta popularitat a Calella i es considera que el seu local era visita obligada de qui volia fer un bon àpat de torrades amb anxoves, trincar-se un bon cremat i gaudir d'una popular cantada d'havaneres. S'hi barrejaven turistes, gent del país i diverses personalitats.
Raquel Gifre es va jubilar l'any 1990 a l'edat de 76 anys, però no va deixar mai de freqüentar el seu local. Set anys més tard, el 13 de gener de 1997, a l'edat de 83 anys, morí de sobte, i després d'haver estat incinerada, les seves restes foren embarcades en un veler i escampades entre Roques Planes i el Golfet, en companyia de la seva família, un grapat d'amics i el grup d'havaneres Port Bo, que li van dedicar una última cantada.